# Epilampra maculifrons
Epilampra maculifrons är en kackerlacksart som beskrevs av Carl Stål 1858. Epilampra maculifrons ingår i släktet Epilampra och familjen jättekackerlackor. Inga underarter finns listade i Catalogue of Life.